# Joaquim Dinis da Fonseca
Joaquim Dinis da Fonseca (20 de fevereiro de 1887-1 de setembro de 1958) foi um advogado, político, administrador de empresas e jornalista português.
Nasceu na Guarda, em 1887, obtendo a sua licenciatura em Direito pela Universidade de Coimbra em 1917. Foi membro da Câmara de Deputados da Primeira República Portuguesa entre 1922 e 1926, eleito pelo Centro Católico Português. Assumiu diversas posições políticas no Estado Novo. Foi eleito deputado à Assembleia Nacional nas primeiras sete legislaturas, mas só exerceu o seu mandato em 1935-1940 e 1950-1958. Foi o primeiro Subsecretário de Estado da Assistência Social, cargo que exerceu em 1940-1944. O Subsecretariado de Estado da Assistência Social foi criado em 1940, no seio do Ministério do Interior, tendo sido o primeiro órgão coordenador, em Portugal, da política de saúde e assistência. Entre 1944 e 1950, Dinis da Fonseca assumiu o cargo de Subsecretário de Estado das Finanças. Foi administrador da Companhia dos Diamantes de Angola e membro da Junta Consultiva da União Nacional, entre 1945 e 1957.
Foi colaborador de jornais católicos, como o semanário Imparcial (Coimbra, 1912-1919), órgão do Centro Académico de Democracia Cristã, e o diário Novidades (Lisboa, 1923-1974), órgão do episcopado português.
Era considerado um homem de relevo no seio do regime, um intelectual católico, considerado um dos confidentes de Salazar.

## Ligações Externas
- ALMEIDA, Andreia (2018) - O Sistema de Saúde do Estado Novo de Salazar: O Nascimento do Ministério da Saúde e Assistência. Coimbra: Almedina.